# Zoológico de Schönbrunn
El Zoológico de Schönbrunn (en alemán: Tiergarten Schönbrunn o bien Zoológico de Viena) es un jardín zoológico ubicado en los terrenos del Palacio de Schönbrunn en Viena, la capital de Austria. Fundado como una casa de fieras imperial en 1752, es el zoológico más antiguo del mundo. Hoy Tiergarten Schönbrunn se considera y se refiere a sí mismo como un zoológico administrado científicamente que tiene como su principal objetivo ser un centro para la conservación de las especies y la conservación de la naturaleza en general, así como el cumplimiento del mandato de la educación dado a él por la legislación local. Los edificios que se conservan de la época barroca, que se completaron en los últimos años con elementos de la arquitectura moderna, transmiten todavía una buena impresión del siglo XVIII siguiendo el modelo de Versalles.
Desde su privatización en 1992, ha sido liderado por Helmut Pechlaner, también presidente de WWF Austria, que logró modernizar la mayor parte del parque zoológico y sostener su situación financiera. El zoólogo Stephan Hering-Hagenbeck ha sido el director del zoológico desde 2019.
Los rankings de zoológicos de Anthony Sheridan reconocieron al Zoo de Schönbrunn como el mejor zoológico de Europa en los años 2008, 2010, 2012, 2014, 2018 y 2021. El zoólogo Stephan Hering-Hagenbeck ha sido el director del zoológico desde 2019.
El zoo está certificado por TÜV Süd desde 2015 conforme a las normas internacionales ISO 9001 (gestión de la calidad), ISO 14001 (gestión medioambiental) e ISO 45001 (salud y seguridad en el trabajo).

El patrocinio privado y corporativo de los diversos animales es uno de los métodos empleados por el zoológico de hoy, junto con excursiones nocturnas que se pueden reservar y programas especiales para niños. Además en el parque se realizan investigaciones zoológicas. El zoológico está abierto todos los días de 9:00 a. m. a 5:30 p. m.

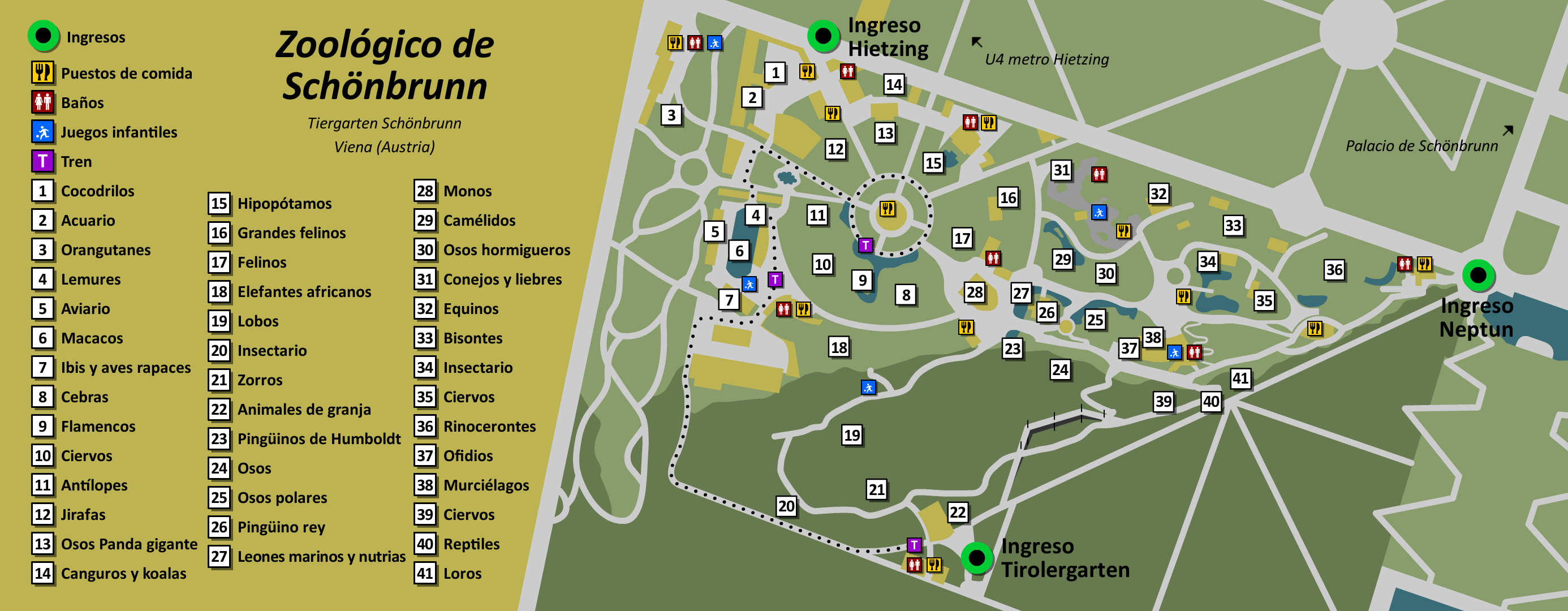
Plano del zoológico.

## Historia
El Zoo de Schönbrunn fue ideado por Francisco Esteban de Lorena, esposo de María Teresa, la emperatriz de la monarquía de los Habsburgo en aquel momento. En 1745, Francisco Esteban encargó al arquitecto Jean Nicolas Jadot de Ville-Issey que diseñara una casa de fieras en el parque de la residencia de verano de los Habsburgo-Lorena en Schönbrunn.
Se crearon doce recintos en el parque, cada uno con estructuras de igual tamaño para los animales, y un edificio administrativo con un jardín delantero. Más tarde se añadieron un estanque y dos patios. La casa de fieras fue presentada a los invitados tras aproximadamente un año de construcción en el verano de 1752. El 31 de julio de 1752 se documenta por primera vez una visita del emperador Francisco I Esteban con invitados al zoológico casi terminado del parque palaciego de Schönbrunn. Este día se considera el «cumpleaños» del zoo de Schönbrunn. La última sección en completarse fue el pabellón octagonal en el corazón del sitio, que se dispuso como sala de desayuno y social en 1759. Aún constituye el centro histórico del zoológico hasta el día de hoy. Ha sido utilizado como restaurante desde 1949.

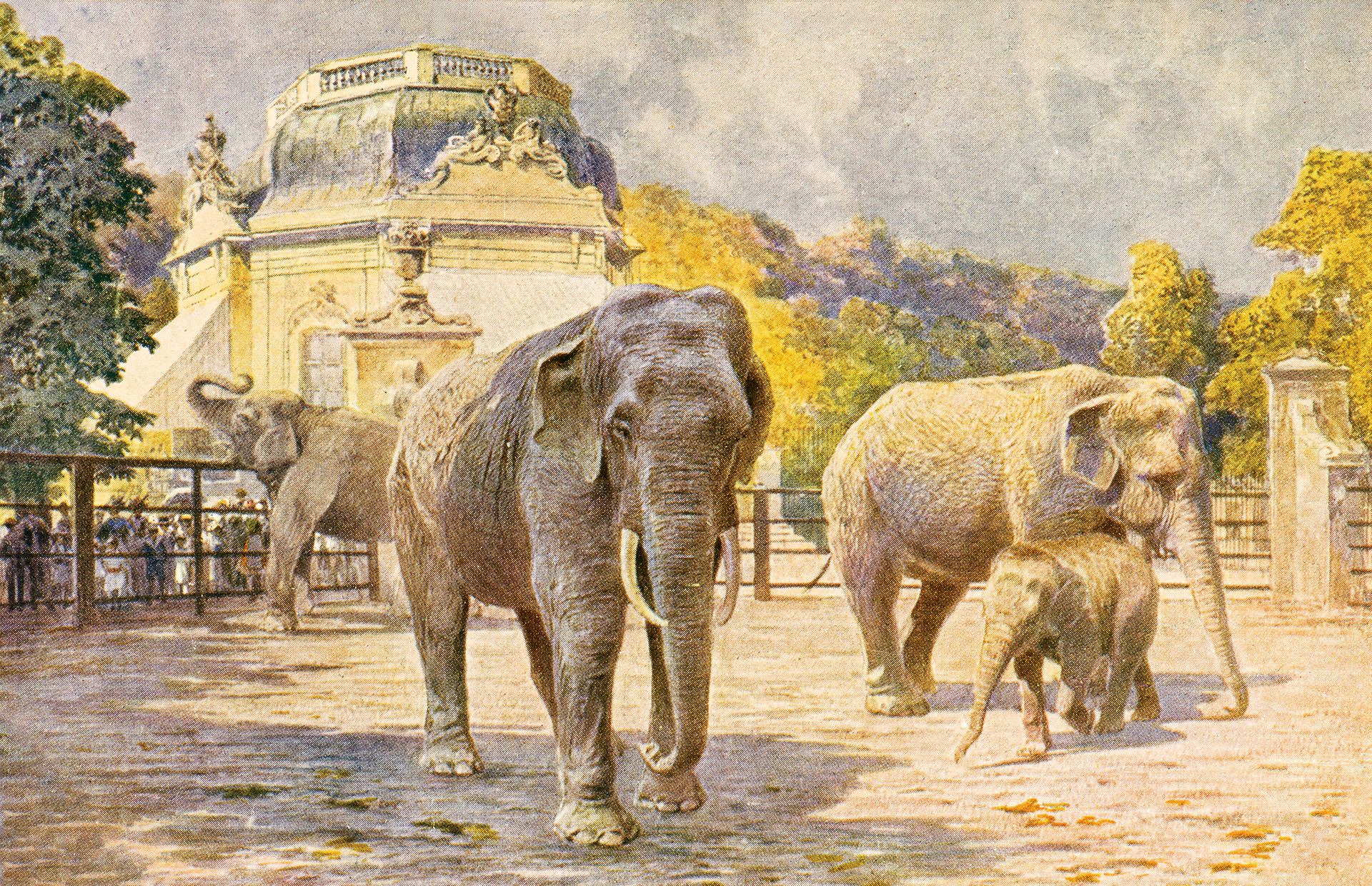
Postal histórica con elefantes en el zoo de Schönbrunn

El primer elefante llegó al Zoo de Schönbrunn en 1770 y los lobos y osos fueron los primeros depredadores en llegar en 1781. Los primeros osos polares, grandes felinos, hienas y canguros llegaron junto con otro par de elefantes asiáticos hacia 1800. Inicialmente, la casa de fieras estaba reservada para la familia imperial, pero posteriormente también se permitió la visita de escuelas, diplomáticos e invitados privados. La casa de fieras, el palacio y el parque se abrieron más tarde a "personas decentemente vestidas" (inicialmente solo los domingos) en 1778. Los animales exóticos atrajeron a muchos visitantes no solo de Viena y sus alrededores, sino también de otros países. Para entonces, el zoológico ya abría a los visitantes a diario y se estaban escribiendo las primeras descripciones detalladas y guías del zoológico.